# کارلو فاچتی
کارلو جیووانی فاچتی (ایتالیایی: Carlo Giovanni Facetti؛ زادهٔ ۲۶ ژوئن ۱۹۳۵ در کورمانو، لمباردی) رانندهٔ سابق مسابقات اتومبیل‌رانی اهل ایتالیا است که در فصل ۱۹۷۴ در مجموع در یک گراند پری از مسابقات جهانی فرمول یک شرکت کرد، اما موفق به کسب هیچ امتیازی نشد.